# Ma perché?/Se...
Ma perché?/Se... è il quarto singolo dei Matia Bazar, pubblicato nel 1977, che, come il singolo precedente (uscito l'anno prima), anticipa l'album Gran Bazar.

## Il disco
Raggiunge la 7ª posizione nella classifica delle vendite dei singoli italiani del 1977.
Subito dopo, i due brani vengono inseriti nell'LP Gran Bazar (sempre dello stesso anno).

## Ma perché?
Ma perché? è il brano presente sul lato A del disco.
Sovente riportato col titolo privo del "?", è stato presentato al Festival di Sanremo 1977 e, nella serata finale, subito eliminato per effetto della votazione negli scontri diretti.

### ¿Y porque?
Versione in spagnolo di Ma perché? (lett. "E perché?") comparsa nell'album Sencillez del 1978 insieme ad altre traduzioni di successi. Quest'album è una raccolta di canzoni destinate al mercato latino, piuttosto che una versione in spagnolo del corrispondente album Semplicità, che sarà pubblicato in Italia nello stesso anno.
Il brano sarà poi incluso rimasterizzato nella raccolta in CD e LP Grandes éxitos (1996).

## Se...
Se... è il brano presente sul lato B del disco.

## Tracce
Entrambi i brani sono di Carlo Marrale, Piero Cassano e, per i testi, Aldo Stellita.
1. Ma perché? (Festival di Sanremo 1977) – 3:23
2. Se... – 3:52

## Formazione
- Antonella Ruggiero - voce solista, vocalizzi[5], armonica[6]
- Piero Cassano - tastiere, chitarra, voce
- Carlo Marrale - chitarra, voce
- Aldo Stellita - basso
- Giancarlo Golzi - batteria